# Haut Valromey
Haut Valromey ist eine französische Gemeinde mit 777 Einwohnern (Stand: 1. Januar 2022) im Département Ain in der Region Auvergne-Rhône-Alpes. Sie gehört zum Arrondissement Belley und ist Mitglied im Gemeindeverband Communauté de communes Bugey Sud.
Das heutige Haut Valromey entstand als Commune nouvelle mit Wirkung vom 1. Januar 2025 durch die Zusammenlegung der bisherigen, gleichnamigen Commune nouvelle Haut Valromey mit der bisherigen Gemeinde Ruffieu, die in der neuen Gemeinde im Gegensatz zu Haut Valromey den Status einer Commune déléguée besitzt. Der Verwaltungssitz befindet sich im Ort Haut Valromey.
Der Ortsteil Haut Valromey entstand seinerseits am 1. Januar 2016 als Commune nouvelle durch die Zusammenlegung der früheren Gemeinden Hotonnes, Le Grand-Abergement, Le Petit-Abergement und Songieu, die zwischenzeitlich den Status von Communes déléguées hatten, den sie durch die erneute Fusion nun verloren.

## Gemeindegliederung
| Ortsteil                        | Ehemaliger INSEE-Code | PLZ   | Fläche (km²) | Einwohnerzahl (2022) |
| ------------------------------- | --------------------- | ----- | ------------ | -------------------- |
| Haut Valromey (Verwaltungssitz) | 01187                 | 01260 | 107,85       | 603                  |
| Ruffieu                         | 01330                 | 01260 | 014,03       | 174                  |

## Geografie
Haut Valromey liegt etwa 43 Kilometer südöstlich von Bourg-en-Bresse und etwa 36 Kilometer westnordwestlich von Annecy in der Région naturelle des Bugey. Das Gemeindegebiet erstreckt sich sowohl auf das nördliche Tal des Valromey als auch das südliche Plateau de Retord. Der Fluss Séran entspringt auf dem Gemeindegebiet und entwässert es in südlicher Richtung. In Haut Valromey liegen mehrere Wintersportzentren. Das Zentrum liegt am Fuß des Plateau de Retord auf etwa 740 m. Die höchste Erhebung bildet der Angelout mit 1338 m, die niedrigste Höhe wird mit 567 m beim Austritt des Séran aus dem Gemeindegebiet im Süden gemessen.
Teile des Gebiets von Haut Valromey gehören zum Natura-2000-Schutzgebiet „Plateau du Retord et chaîne du Grand Colombier“ (FR8201642) sowie von 15 ZNIEFF-Naturzonen.
Nachbargemeinden von Haut Valromey sind Le Poizat-Lalleyriat im Norden, Valserhône und Villes im Nordosten, Billiat, Injoux-Génissiat und Surjoux-Lhopital im Osten, Chanay und Corbonod im Südosten, Arvière-en-Valromey, Champagne-en-Valromey und Valromey-sur-Séran im Süden, Plateau d’Hauteville im Südwesten, Champdor-Corcelles und Brénod im Westen sowie Les Neyrolles im Nordwesten.

## Sehenswürdigkeiten
- Kirche Saint-Romain in Hotonnes
- Kirche Saint-Amand in Grand-Abergement
- Kirche Saint-Étienne in Petit-Abergement, 1340 erbaut, seit 1973 als Monument historique eingeschrieben
- Kirche Saint-Martin in Songieu
- Pfarrkirche Saint-Didier in Ruffieu

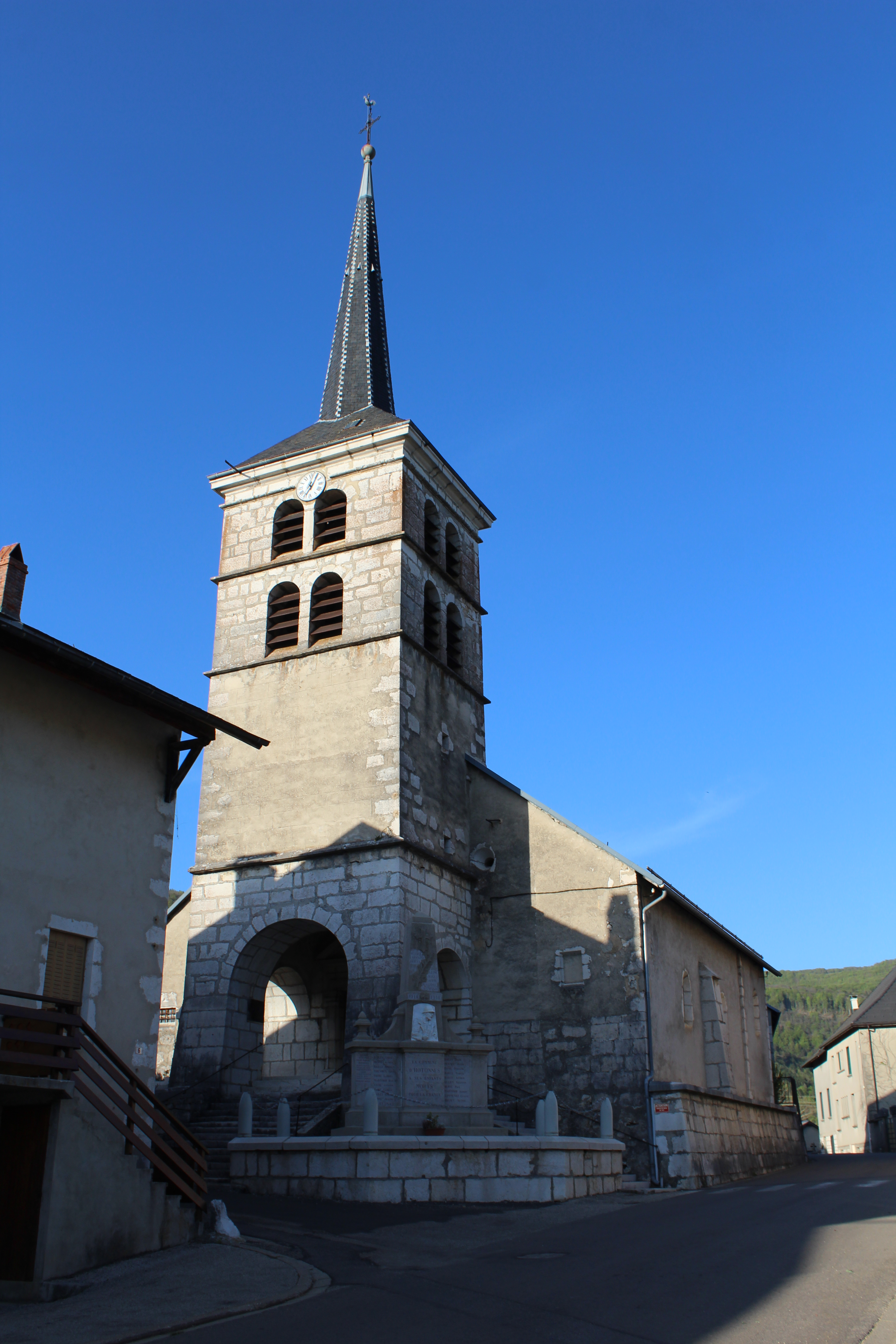
Kirche Saint-Romain in Hotonnes
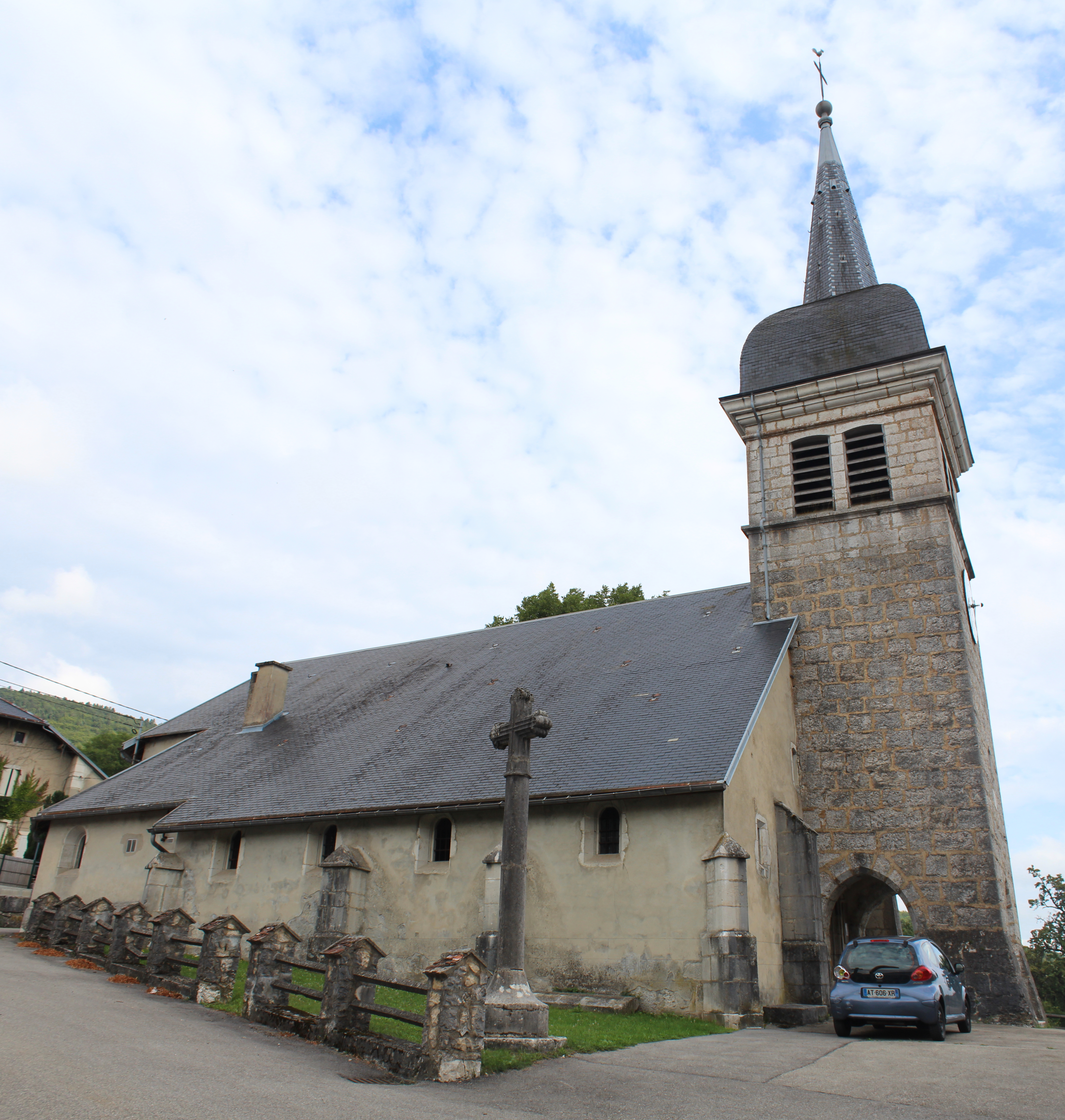
Kirche Saint-Amand in Grand-Abergement
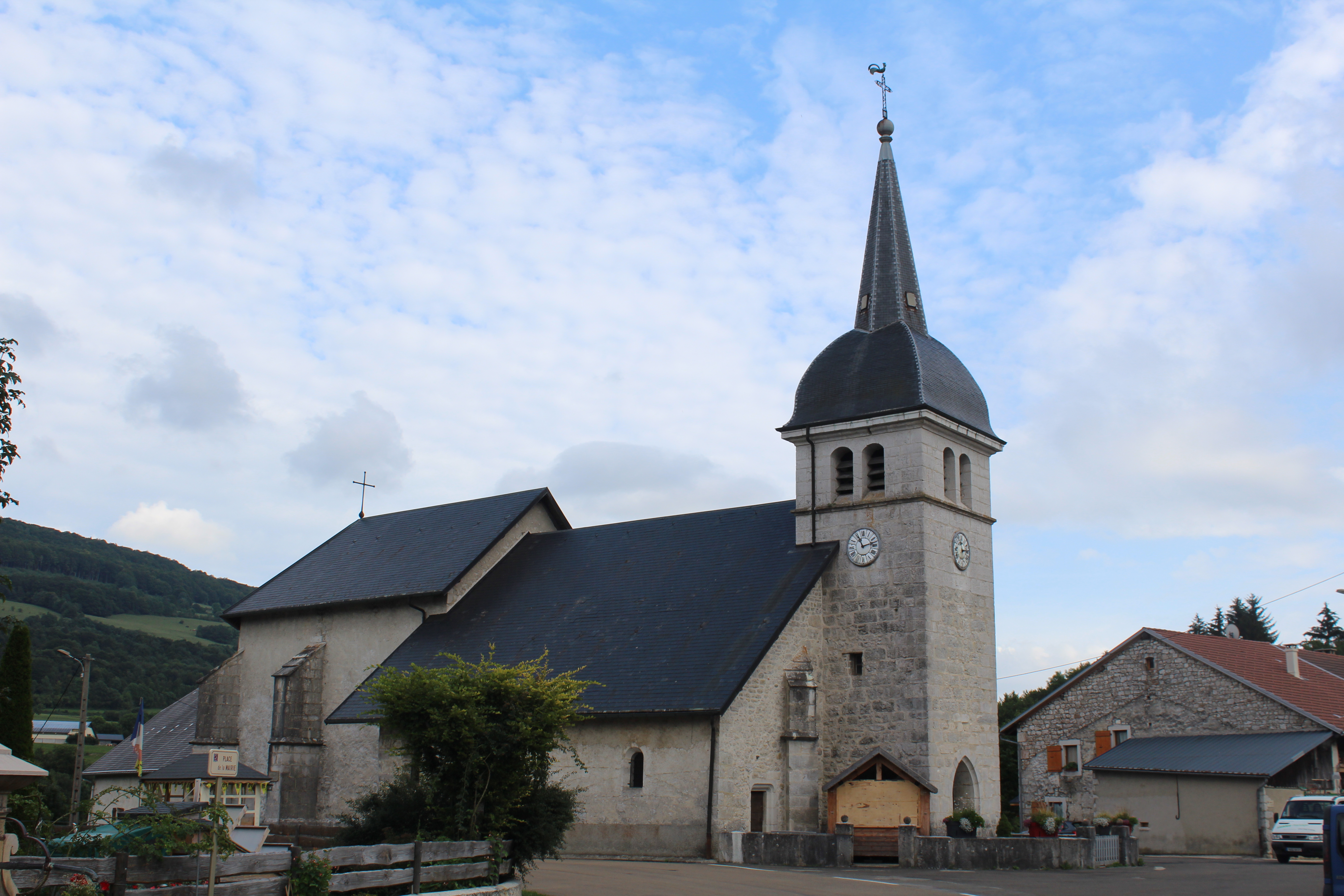
Kirche Saint-Étienne in Petit-Abergement, seit 1973 als Monument historique eingeschrieben
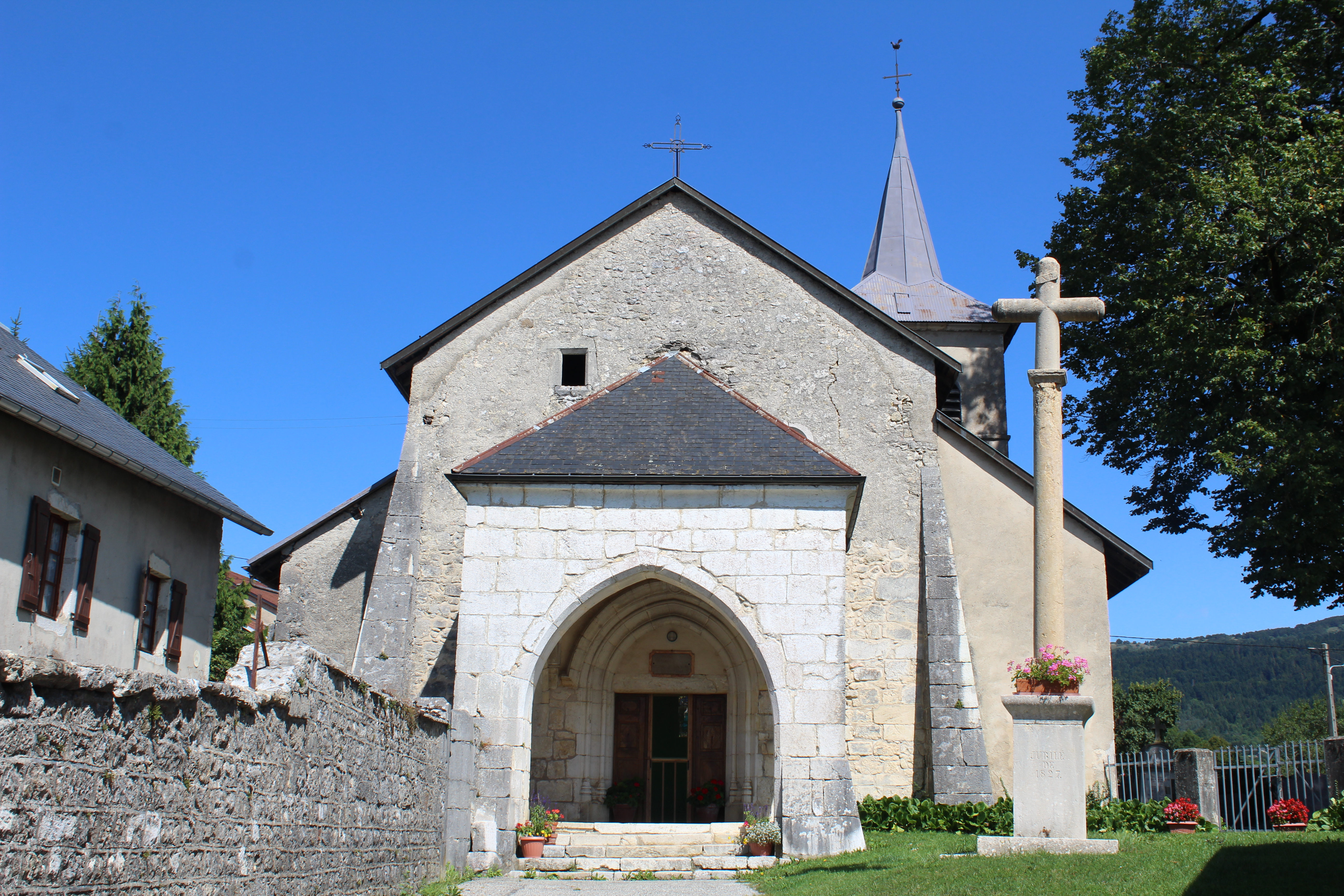
Kirche Saint-Martin in Songieu
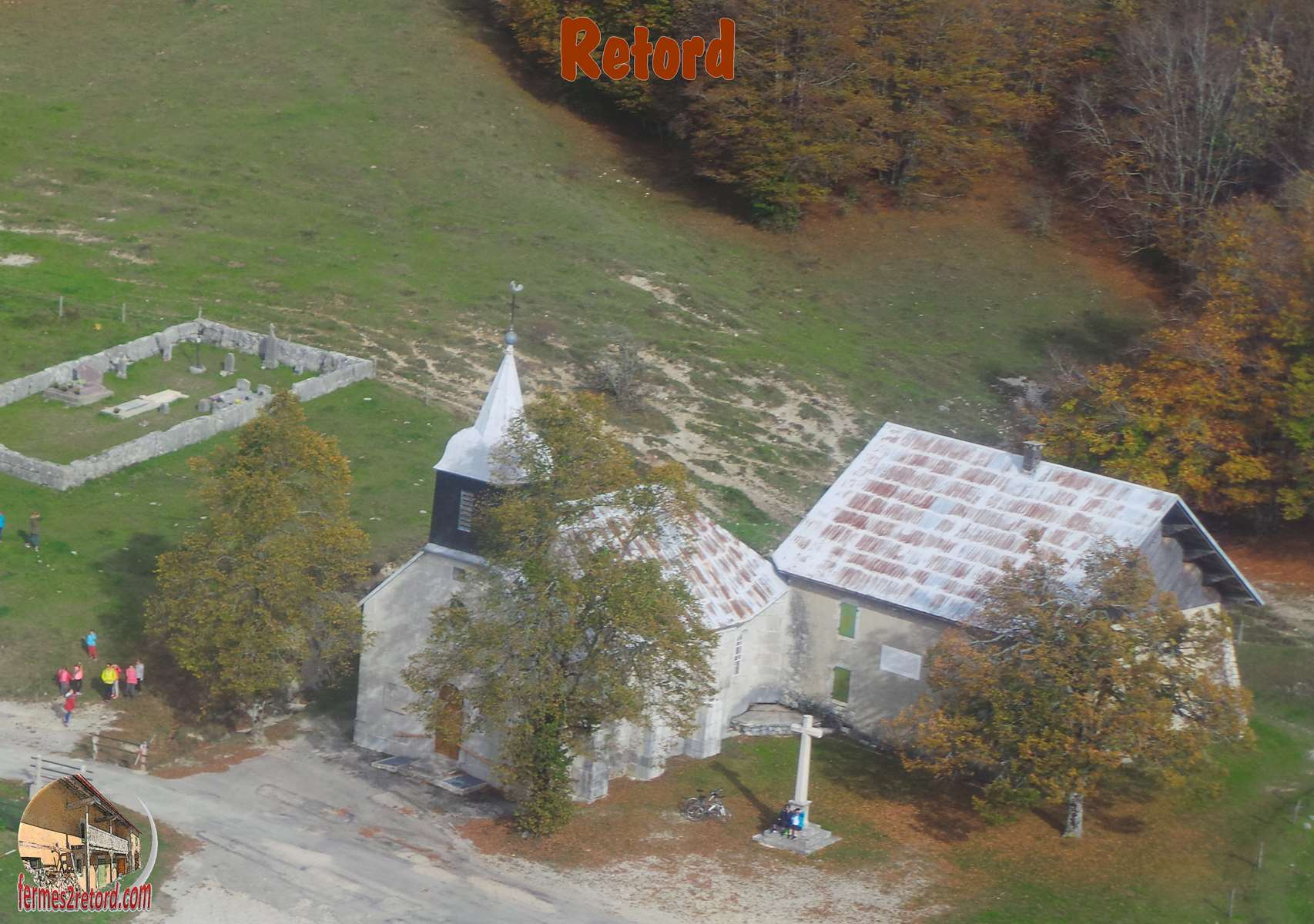
Kapelle Retord
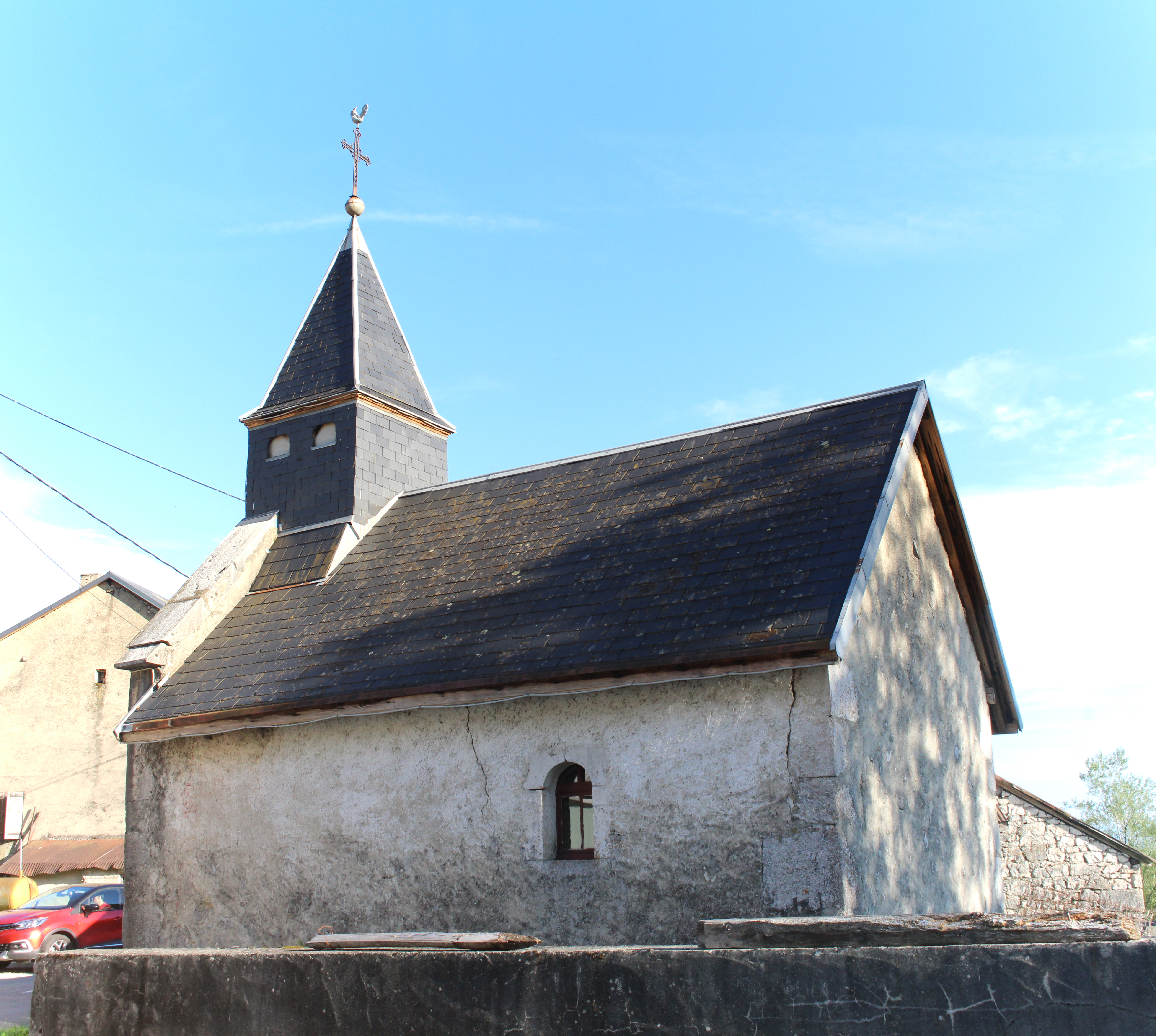
Kapelle Saint-Joseph in Hotonnes
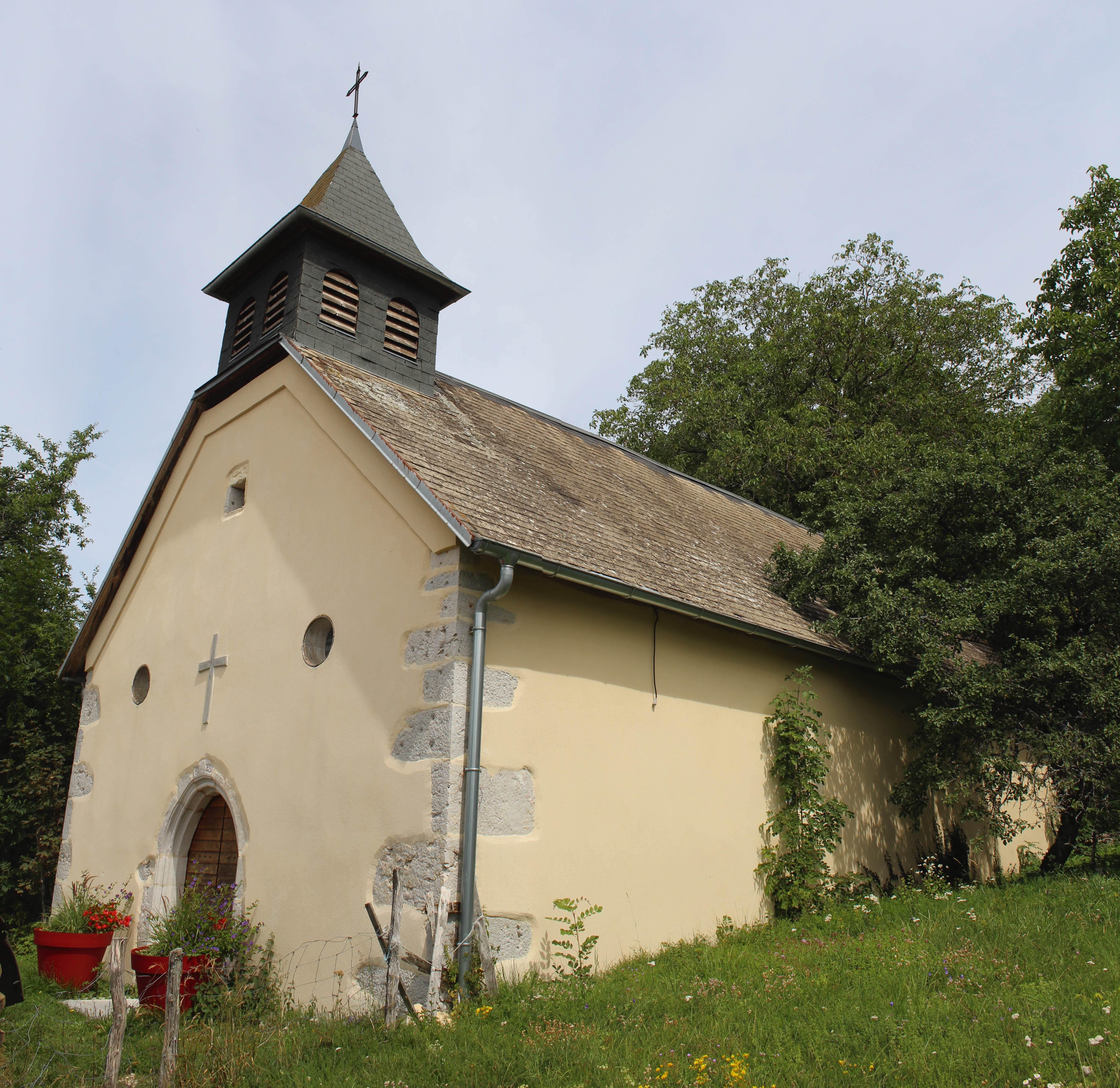
Kapelle Sainte-Agathe
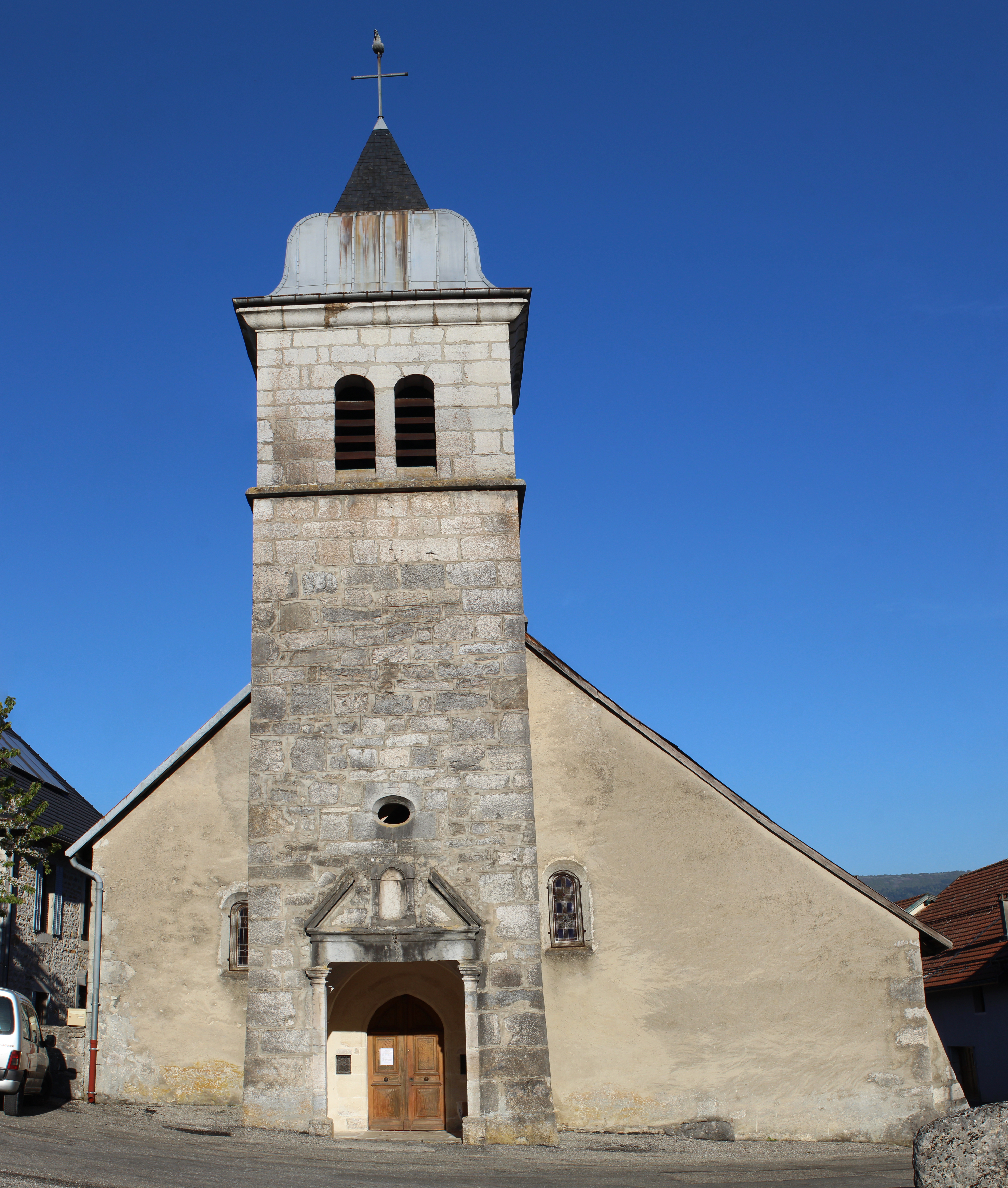
Kirche Saint-Didier in Ruffieu

## Sport und Freizeit
Der GRP Balcon du Valromey, ein 105 Kilometer langer Fernwanderweg umrundet Haut Valromey.

## Bildung
Die Gemeinde verfügt über eine öffentliche Vor- und Grundschule (École Primaire) im Ortsteil Hotonnes mit 54 Schülerinnen und Schülern im Schuljahr 2024/2025.

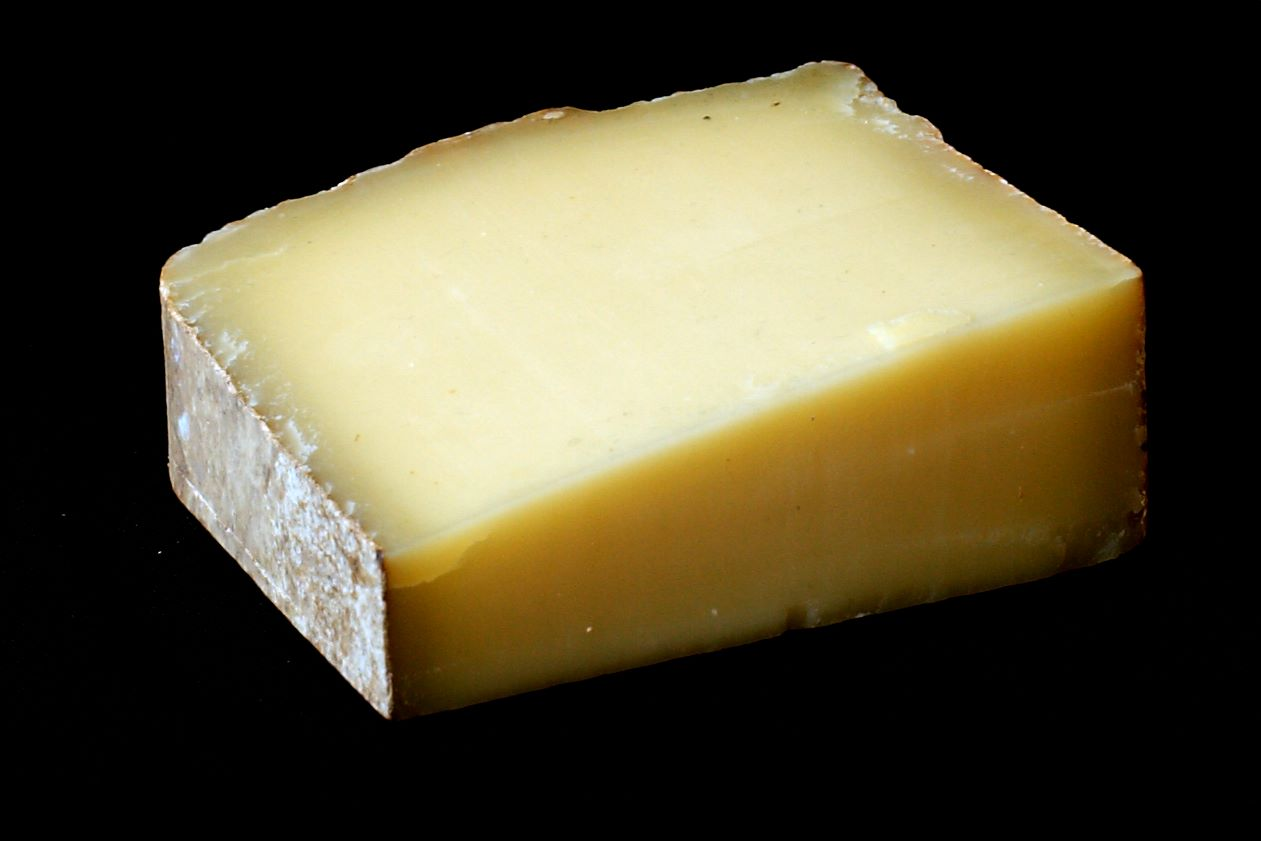
Comté

## Wirtschaft
Haut Valromey liegt in den Zonen AOC
- des Holzes des Jura, gewonnen aus Weiß-Tannen oder der Gemeinen Fichte und
- des Comté, einem Hart-Rohmilchkäse.[6]

## Verkehr
Haut Valromey liegt abseits größerer Verkehrsachsen. Die nachgeordneten Departementsstraßen D 30, D 31, D 39, D 55, D 57A und D 101 verbinden die Ortsteile untereinander und mit den Nachbargemeinden. Die D 31 folgt hierbei der Trasse einer ehemaligen Römerstraße. Die D 39 über den Col de Belleroche nach Les Neyrolles und die D 57A über den Col de Cuvillat nach Champdor-Corcelles haben Passhöhen über 1050 m und sind nicht ganzjährig befahrbar.